# 布奇·雷诺兹
布奇·雷诺兹（英語：Butch Reynolds，1964年6月8日—），美国男子田径运动员，主攻短跑。他曾代表美国参加1988年和1996年夏季奥林匹克运动会田径比赛，获得一枚金牌和一枚银牌。